# Jim Jarvis
James C. "Jim" Jarvis (Roseburg, Oregón, 3 de marzo de 1943) es un exjugador y exentrenador de baloncesto estadounidense que disputó dos temporadas en la ABA. Con 1,85 metros de estatura, jugaba en la posición de base.

## Trayectoria deportiva

### Universidad
Jugó tres temporadas con los Beavers de la Universidad Estatal de Oregón, en las que promedió 13,3 puntos y 3,5 rebotes por partido. Fue incluido en el segundo equipo All-American de Converse en 1965

### Profesional
Fue elegido en la cuadragésimo quinta posición del Draft de la NBA de 1965 por San Francisco Warriors, pero no fue hasta 1967 cuando firmó su primer contrato profesional, con los Pittsburgh Pipers de la recién creada ABA, con los que en su primera temporada se proclamó campeón, jugando como suplente de Charles Williams, y promediando 5,2 puntos y 1,7 rebotes por partido.
Al año siguiente el equipo se trasladó de ciudad, convirtiéndose en los Minnesota Pipers, pero en diciembre fue traspasado a Los Angeles Stars a cambio de Steve Chubin. En el equipo californiano acabó la temporada promediando 7,0 puntos y 2,3 rebotes por encuentro.

### Entrenador
Tras retirarse como jugador, en 1971 fue contratado como entrenador del Community College de Spokane Falls, donde permaneció hasta 1974, cuando subió de nivel al ser contratado por la Universidad de Idaho de la División I de la NCAA. Dirigió al equipo cuatro temporadas, consiguiendo 26 victorias por 78 derrotas.

## Estadísticas de su carrera en la ABA

### Temporada regular
| Temporada | Edad | Equipo            | Liga | Pos. | P   | TIT | MIN  | TC  | TCA | %TC  | 3P  | 3PA | %3P  | 2P  | 2PA | %2P  | TL  | TLA | %TL  | R.OF. | R.DEF. | REB | ASIS | ROB | TAP | PER | FP  | PTS |
| 1967-68   | 24   | Pittsburgh Pipers | ABA  | PG   | 63  |     | 13.0 | 2.1 | 5.4 | .385 | 0.2 | 0.8 | .250 | 1.9 | 4.7 | .407 | 0.8 | 1.0 | .828 |       |        | 1.7 | 1.1  |     |     | 0.8 | 1.6 | 5.2 |
| 1968-69   | 25   | TOTAL             | ABA  | PG   | 62  |     | 14.7 | 2.4 | 6.5 | .366 | 0.3 | 0.8 | .404 | 2.1 | 5.7 | .361 | 1.4 | 1.8 | .789 | 1.0   | 1.1    | 2.1 | 1.3  |     |     | 1.1 | 2.2 | 6.4 |
| 1968-69   | 25   | Minnesota Pipers  | ABA  | PG   | 11  |     | 12.2 | 1.3 | 4.1 | .311 | 0.2 | 0.5 | .400 | 1.1 | 3.6 | .300 | 0.9 | 1.1 | .833 | 0.3   | 1.0    | 1.3 | 1.4  |     |     | 0.8 | 2.2 | 3.6 |
| 1968-69   | 25   | Los Angeles Stars | ABA  | PG   | 51  |     | 15.2 | 2.6 | 7.0 | .373 | 0.3 | 0.8 | .405 | 2.3 | 6.2 | .368 | 1.5 | 1.9 | .784 | 1.1   | 1.1    | 2.3 | 1.3  |     |     | 1.2 | 2.2 | 7.0 |
| Total     |      |                   | ABA  |      | 125 |     | 13.8 | 2.2 | 6.0 | .374 | 0.2 | 0.8 | .326 | 2.0 | 5.2 | .382 | 1.1 | 1.4 | .803 | 1.0   | 1.1    | 1.9 | 1.2  |     |     | 1.0 | 1.9 | 5.8 |

### Playoffs
| Temporada | Edad | Equipo            | Liga | Pos. | P  | TIT | MIN  | TC  | TCA | %TC  | 3P  | 3PA | %3P  | 2P  | 2PA | %2P  | TL  | TLA | %TL  | R.OF. | R.DEF. | REB | ASIS | ROB | TAP | PER | FP  | PTS |
| 1967-68 ❍ | 24   | Pittsburgh Pipers | ABA  | PG   | 15 |     | 14.1 | 2.6 | 5.9 | .438 | 0.0 | 0.1 | .000 | 2.6 | 5.8 | .448 | 1.1 | 1.3 | .800 |       |        | 1.4 | 1.0  |     |     | 0.7 | 1.9 | 6.3 |
| Total     |      |                   | ABA  |      | 15 |     | 14.1 | 2.6 | 5.9 | .438 | 0.0 | 0.1 | .000 | 2.6 | 5.8 | .448 | 1.1 | 1.3 | .800 |       |        | 1.4 | 1.0  |     |     | 0.7 | 1.9 | 6.3 |